# Regional Preferente de La Rioja 2025-26
La temporada 2025-26 de Regional Preferente de La Rioja de fútbol comenzará en septiembre de 2025. Durante esta campaña es el sexto y último nivel de las Ligas de fútbol de España para los clubes de La Rioja, por debajo de la Tercera Federación.

## Sistema de competición
En esta temporada, siempre que hubiera más de 22 clubes inscritos en categoría regional, se crearía una nueva categoría por debajo de la Regional Preferente, la Primera Regional. Finalmente hubo 18 equipos inscritos, por lo que no se creó ninguna categoría.
Ascienden a Tercera Federación tres equipos y obtiene el derecho a disputar la eliminatoria previa de la Copa del Rey el equipo mejor clasificado que no haya obtenido el ascenso y que no sea dependiente ni filial.

## Relevos
Los equipos ascendidos a Tercera Federación causan baja esta temporada en Regional Preferente, y son sustituidos por aquellos equipos que descencieron desde la Tercera Federación.
| Pos. | Ascendidos a 3.ª Federación |
| ---- | --------------------------- |
| 1.º  | C. D. Pradejón              |
| 2.º  | C. D. San Marcial           |
| 3.º  | C. D. Villegas              |

| Pos. | Descendidos de 3.ª Federación |
| ---- | ----------------------------- |
| 7.º  | C. D. Calahorra "B"           |
| 16.º | Casalarreina C. F.            |
| 17.º | C. Atlético River Ebro        |
| 18.º | C. D. Tedeón                  |

| Nuevos inscritos       |
| ---------------------- |
| A. D. Laurus           |
| C. D. San Lorenzo      |
| C. D. San Marcial "B"  |
| C. Atlético Vianés "B" |

| Pos. | No inscritos                   |
| ---- | ------------------------------ |
| 4.º  | S. D. Logroñés "B"             |
| 9.º  | C. D. Alfaro "B"               |
| 15.º | Real Bethlehem C. F.           |
| 17.º | C. D. Internacional de Logroño |

## Participantes
Los equipos participantes en la temporada 2025-26 fueron publicados por la Federación Riojana de Fútbol el día 17 de julio de 2025.

### Información sobre los equipos participantes
| Equipo                  | Localidad           | Fundación | Estadio              |
| ----------------------- | ------------------- | --------- | -------------------- |
| A. D. Laurus            | Logroño             | 2025      | La Estrella          |
| C. Atlético River Ebro  | Rincón de Soto      | 1968      | San Miguel           |
| C. Atlético Vianés "B"  | Viana               | 2025      | Príncipe de Viana    |
| C. D. Alberite          | Alberite            | 1967      | Marino Sáenz Andollo |
| C. D. Aldeano           | Aldeanueva de Ebro  | 2006      | San Bartolomé        |
| C. D. Bañuelos          | Baños de Río Tobía  | 1990      | El Poste             |
| C. D. Calahorra "B"     | Calahorra           | 2018      | La Planilla          |
| C. D. Cenicero          | Cenicero            | 1984      | Las Viñas            |
| C. D. Promesas E. D. F. | Logroño             | 2023      | CD Pradoviejo        |
| C. D. San Lorenzo       | Ezcaray             | 1969      | Municipal de Ezcaray |
| C. D. San Marcial "B"   | Lardero             | 2025      | Ángel de Vicente     |
| C. D. Sporting Cascajos | Logroño             | 2022      | CD Pradoviejo        |
| C. D. Tedeón            | Navarrete           | 2002      | San Miguel           |
| C. D. Varea "B"         | Logroño             | 2022      | Ángel Aguado         |
| C. F. Rápid             | Murillo de Río Leza | 1991      | El Rozo              |
| C. P. Calasancio        | Logroño             | 2005      | La Estrella          |
| Casalarreina C. F.      | Casalarreina        | 1997      | El Soto              |
| Náxara C. D. "B"        | Nájera              | 2021      | La Salera            |

## Clasificación
| Pos. | Equipo                  | Pts. | PJ | G | E | P | GF | GC | Dif. |                              |
| ---- | ----------------------- | ---- | -- | - | - | - | -- | -- | ---- | ---------------------------- |
| 1    | C. D. Alberite          | 0    | 0  | 0 | 0 | 0 | 0  | 0  | 0    | Ascenso a Tercera Federación |
| 2    | C. D. Aldeano           | 0    | 0  | 0 | 0 | 0 | 0  | 0  | 0    | Ascenso a Tercera Federación |
| 3    | C. D. Bañuelos          | 0    | 0  | 0 | 0 | 0 | 0  | 0  | 0    | Ascenso a Tercera Federación |
| 4    | C. D. Calahorra "B"     | 0    | 0  | 0 | 0 | 0 | 0  | 0  | 0    | Clasificación a Copa del Rey |
| 5    | C. P. Calasancio        | 0    | 0  | 0 | 0 | 0 | 0  | 0  | 0    |                              |
| 6    | Casalarreina C. F.      | 0    | 0  | 0 | 0 | 0 | 0  | 0  | 0    |                              |
| 7    | C. D. Cenicero          | 0    | 0  | 0 | 0 | 0 | 0  | 0  | 0    |                              |
| 8    | A. D. Laurus            | 0    | 0  | 0 | 0 | 0 | 0  | 0  | 0    |                              |
| 9    | Náxara C. D. "B"        | 0    | 0  | 0 | 0 | 0 | 0  | 0  | 0    |                              |
| 10   | C. D. Promesas E. D. F. | 0    | 0  | 0 | 0 | 0 | 0  | 0  | 0    |                              |
| 11   | C. F. Rápid             | 0    | 0  | 0 | 0 | 0 | 0  | 0  | 0    |                              |
| 12   | C. Atlético River Ebro  | 0    | 0  | 0 | 0 | 0 | 0  | 0  | 0    |                              |
| 13   | C. D. San Lorenzo       | 0    | 0  | 0 | 0 | 0 | 0  | 0  | 0    |                              |
| 14   | C. D. San Marcial "B"   | 0    | 0  | 0 | 0 | 0 | 0  | 0  | 0    |                              |
| 15   | C. D. Sporting Cascajos | 0    | 0  | 0 | 0 | 0 | 0  | 0  | 0    |                              |
| 16   | C. D. Tedeón            | 0    | 0  | 0 | 0 | 0 | 0  | 0  | 0    |                              |
| 17   | C. D. Varea "B"         | 0    | 0  | 0 | 0 | 0 | 0  | 0  | 0    |                              |
| 18   | C. Atlético Vianés "B"  | 0    | 0  | 0 | 0 | 0 | 0  | 0  | 0    |                              |

Los primeros partidos se disputarán el 13 de septiembre de 2025.
 Fuente: Fútbol Regional

### Evolución de la clasificación
| Equipo ╲ Jornada        | 1              | 2 | 3 | 4 | 5 | 6 | 7 | 8 | 9 | 10 | 11 | 12 | 13 | 14 | 15 | 16 | 17 | 18 | 19 | 20 | 21 | 22 | 23 | 24 | 25 | 26 | 27 | 28 | 29 | 30 | 31 | 32 | 33 | 34 |
| ----------------------- | -------------- | - | - | - | - | - | - | - | - | -- | -- | -- | -- | -- | -- | -- | -- | -- | -- | -- | -- | -- | -- | -- | -- | -- | -- | -- | -- | -- | -- | -- | -- | -- |
| Equipo ╲ Jornada        | C. D. Alberite |   |   |   |   |   |   |   |   |    |    |    |    |    |    |    |    |    |    |    |    |    |    |    |    |    |    |    |    |    |    |    |    |    |
| C. D. Aldeano           |                |   |   |   |   |   |   |   |   |    |    |    |    |    |    |    |    |    |    |    |    |    |    |    |    |    |    |    |    |    |    |    |    |    |
| C. D. Bañuelos          |                |   |   |   |   |   |   |   |   |    |    |    |    |    |    |    |    |    |    |    |    |    |    |    |    |    |    |    |    |    |    |    |    |    |
| C. D. Calahorra "B"     |                |   |   |   |   |   |   |   |   |    |    |    |    |    |    |    |    |    |    |    |    |    |    |    |    |    |    |    |    |    |    |    |    |    |
| C. P. Calasancio        |                |   |   |   |   |   |   |   |   |    |    |    |    |    |    |    |    |    |    |    |    |    |    |    |    |    |    |    |    |    |    |    |    |    |
| Casalarreina C. F.      |                |   |   |   |   |   |   |   |   |    |    |    |    |    |    |    |    |    |    |    |    |    |    |    |    |    |    |    |    |    |    |    |    |    |
| C. D. Cenicero          |                |   |   |   |   |   |   |   |   |    |    |    |    |    |    |    |    |    |    |    |    |    |    |    |    |    |    |    |    |    |    |    |    |    |
| A. D. Laurus            |                |   |   |   |   |   |   |   |   |    |    |    |    |    |    |    |    |    |    |    |    |    |    |    |    |    |    |    |    |    |    |    |    |    |
| Náxara C. D. "B"        |                |   |   |   |   |   |   |   |   |    |    |    |    |    |    |    |    |    |    |    |    |    |    |    |    |    |    |    |    |    |    |    |    |    |
| C. D. Promesas E. D. F. |                |   |   |   |   |   |   |   |   |    |    |    |    |    |    |    |    |    |    |    |    |    |    |    |    |    |    |    |    |    |    |    |    |    |
| C. F. Rápid             |                |   |   |   |   |   |   |   |   |    |    |    |    |    |    |    |    |    |    |    |    |    |    |    |    |    |    |    |    |    |    |    |    |    |
| C. Atlético River Ebro  |                |   |   |   |   |   |   |   |   |    |    |    |    |    |    |    |    |    |    |    |    |    |    |    |    |    |    |    |    |    |    |    |    |    |
| C. D. San Lorenzo       |                |   |   |   |   |   |   |   |   |    |    |    |    |    |    |    |    |    |    |    |    |    |    |    |    |    |    |    |    |    |    |    |    |    |
| C. D. San Marcial "B"   |                |   |   |   |   |   |   |   |   |    |    |    |    |    |    |    |    |    |    |    |    |    |    |    |    |    |    |    |    |    |    |    |    |    |
| C. D. Sporting Cascajos |                |   |   |   |   |   |   |   |   |    |    |    |    |    |    |    |    |    |    |    |    |    |    |    |    |    |    |    |    |    |    |    |    |    |
| C. D. Tedeón            |                |   |   |   |   |   |   |   |   |    |    |    |    |    |    |    |    |    |    |    |    |    |    |    |    |    |    |    |    |    |    |    |    |    |
| C. D. Varea "B"         |                |   |   |   |   |   |   |   |   |    |    |    |    |    |    |    |    |    |    |    |    |    |    |    |    |    |    |    |    |    |    |    |    |    |
| C. Atlético Vianés "B"  |                |   |   |   |   |   |   |   |   |    |    |    |    |    |    |    |    |    |    |    |    |    |    |    |    |    |    |    |    |    |    |    |    |    |